# جون توماس كورتيس
جون توماس كورتيس (بالإنجليزية: John Thomas Curtis)‏ هو عالم نبات أمريكي، ولد في 20 سبتمبر 1913 في وكيشا في الولايات المتحدة، وتوفي في 7 يونيو 1961.